# Geroldo di Colonia
Geroldo di Colonia (... – 1241) fu un pellegrino commemorato come martire dalla Chiesa cattolica.
Originario della Germania, dedicò la propria vita al pellegrinaggio nei luoghi santi di devozione. Si recò a Roma seguendo la celebre via francigena e al santuario di San Giacomo di Compostela.
Venne ucciso mentre, attraversando le Alpi, fu assalito da alcuni banditi che ne abbandonarono il corpo, il quale fu raccolto da alcuni popolani devoti che lo portarono a Cremona dove fu sepolto con tutti gli onori.
Secondo la tradizione cremonese San Geroldo (da Colonia ma per alcuni proveniente da Costanza) fu assalito ed ucciso in prossimità del fiume Po nei pressi della porta detta Mosa a Cremona. Il suo corpo fu traslato in Santa Maria Maddalena, Via XI Febbraio, Cremona. A San Geroldo è stato dedicato un prezioso altare.